# Битва при Добро Поле
Битва при Добро Поле (15—29 сентября 1918 года) — военная операция Первой мировой войны, во время которой союзные войска нанесли поражение болгарской армии в ходе решительного наступления. После мощных ударов войск Антанты руководство Болгарии приняло решение заключить перемирие и выйти из мировой войны.

## Предыстория

### Ситуация на фронте
С 1917 года на всём протяжении Салоникского фронта установилось позиционное затишье. Воюющие стороны были заняты другими более важными театрами военных действий. Однако в начале 1918 года командующий войсками Антанты на Балканах генерал Гийома начал изучать возможность перехода в наступление союзных армий на Салоникском фронте. Предстоящая операция, как считал Гийома, должна была лишь улучшить стратегическое положение союзных войск и притянуть резервы Центральных держав на Салоникский фронт. Более серьёзные задачи командование союзных войск в начале операции считало невыполнимыми.
Весной 1918 года германское командование перебросило с Балкан практически все свои соединения на Западный фронт. На Салоникском фронте остались лишь несколько немецких пехотных батальонов и штабы с офицерами для помощи болгарскому командованию. Болгарское командование, обеспокоенное состоянием своих войск, опасалось перехода армий Антанты в наступление, поскольку, по мнению болгарского руководства, в армии и в тылу были сильны антивоенные настроения.
Вследствие этих причин к середине 1918 года военно-политическая обстановка на Салоникском фронте складывалась в пользу Антанты. Весной главнокомандующий войсками Антанты Фердинанд Фош дал указание генералу Гийома начать подготовку наступления против болгар. Однако распоряжения об обороне и действия британского и итальянского командования в значительной мере мешали подготовке наступления. Во время весеннего наступления германских войск британское командование планировало перебросить четверть своих войск с Салоникского фронта во Францию, а итальянское командование требовало перебросить свою пехотную дивизию из района Монастири в Албанию для помощи итальянскому корпусу, который сражался с австро-венгерскими войсками.
В мае 1918 года эти противоречия союзников были решены. Британское командование обязалось заменить все войска, переброшенные на Запад, индийскими подразделениями, а итальянская дивизия переходила под непосредственный контроль генерала Гийома.

### Подготовка наступления
Первоначально союзное командование рассматривало три направления наступления:
- во Фракии (в долине реки Струмы). Главную роль здесь должны были сыграть греческие войска.
- в Вардарской Македонии (в долине реки Вардар). Главную роль здесь должны были выполнять сербские войска.
- в направлении Монастири и Прилепа[1].

Главным направлением по мнению союзного командования было центральное — вардарское. В мае 1918 года греческие войска сумели довольно легко овладеть позициями болгарской армии у реки Скра, что показывало падение боевого духа в болгарских войсках. В течение 1918 года ситуация в болгарских войсках стала очень тревожной. Солдаты были утомлены многолетней войной, были зафиксированы вспышки эпидемий. Участились случаи дезертирства, а летом в районе Охрида болгарские солдаты вообще отказались идти в атаку.
В июне 1918 года генерал Гийома был отозван во Францию, на его место назначен другой французский генерал Луи Д’Эсперэ. 23 июля новый командующий получил директиву о задачах предстоящего наступления. Главной целью было уничтожение «обороноспособности» болгарской армии и освобождение части оккупированных территорий Сербии и Греции. Только 3 августа союзное командование вынесло окончательное решение о проведении наступления на Балканах.
Длительная подготовка операции дала возможность болгарскому командованию узнать о предстоящем наступлении. Болгарам стал известен даже день начала операции. В связи с этим болгарское командование сосредоточило резервы в тылу 1-й болгарской армии и 11-й немецкой армии. Однако и эти меры германо-болгарского командования оказались недостаточными.

### Силы сторон
Линия Салоникского фронта в 350 км протянулась от Эгейского до Адриатического моря. Линия фронта проходила вдоль реки Струмы, по южному берегу озера Дойран, по реке Вардар, в районе города Монастырь, и пересекала территорию Албании.
Армии Антанты насчитывали 29 пехотных дивизий и кавалерийскую бригаду. Всего около 650 000 человек. В состав союзных сил входили:
- Французские войска (8 дивизий и кавалерийская бригада). Всего около 209 000 солдат и офицеров.
- Греческие войска (10 дивизий). Всего 157 000 человек, командующий Панайотис Данглис.
- Сербские войска (6 дивизий, в составе двух армий). Всего около 119 000 человек, командующий принц-регент Александр.
- Британские войска (4 дивизии). Всего 138 000 человек, командующий Джордж Милн.
- Итальянские войска (1 пехотная дивизия). Всего 44 000 человек, командующий Эрнесто Момбелли.

Всего к началу наступления союзные войска насчитывали 670 000 солдат и офицеров и 2070 орудий.
Болгарские войска под командованием генерала Тодорова имели следующие силы:
- 11-я германская армия (6 дивизий), командующий генерал Куно фон Штойбен.
- 1-я болгарская армия (3 дивизии), командующий Стефан Нерезов.
- 2-я болгарская армия (3 дивизии), командующий Иван Луков.
- 4-я болгарская армия (1 пехотная дивизия и 1 кавалерийская дивизия), командующий Стефан Тошев.

Всего болгарские войска насчитывали 400 000 человек и около 1200 орудий.

### Планы сторон
Участок предполагаемого прорыва был выбран новым командующим Эспере в горных районах у высоты Добро Поле. Участок прорыва протяжённостью составлял 15 км. Помимо этого планировался удар у Монастыря силами сербской армии. После этого планировался удар соседних английских и французских войск. На правом фланге франко-греческие войска наносили удар в районе массива Дзена. На левом фланге атаковали французские, греческие и итальянские войска. В районе Вардара наступала английская армия. В районе реки Струмы греческие войска должны были сковывать соединения 4-й болгарской армии.
Подготовку к наступлению союзные армии начали с первых дней августа. Сербские войска совершили необходимые перегруппировки. В районе Флорины сосредоточилась французская кавалерийская группа. Были созданы новые дороги, что обеспечило своевременный подвоз боеприпасов в войска.
На участке у Добро Поле за время затишья болгарские войска укрепили свои позиции. Были созданы 2-3 линия окопов, проволочные заграждения. Однако болгарское командование считало этот район труднодоступным и полагало, что союзники нанесут удар на других участках фронта.

## Сражение

### Начало операции
14 сентября союзная артиллерия начала артиллерийскую подготовку, однако, несмотря на мощный огонь, уничтожить инженерные оборонительные сооружения болгар не удалось. Рано утром 15 сентября две французские и одна сербская пехотные дивизии атаковали болгар у Добро Поле. Наступавшим с ходу удалось сбить части 2-й и 3-й пехотных дивизий болгар с позиций. В первых боях болгарская армия потеряла 3000 пленными и 50 орудий. После этого перешли в наступление все соединения 1-й и 2-й сербских армий. В новых боях между болгарами и сербами за ряд горных перевалов успех сопутствовал сербским войскам. Одновременно с этим франко-греческие войска сумели захватить горный массив Дзена.
После этих первоначальных успехов сербским войскам удалось отбросить болгар за реки Вардар и Струма. В результате этого путь в долину Вардара союзным войскам был открыт. Французские части, действовавшие против частей 11-й немецкой армии, также имели успех. Лишь английские войска у озера Дойран не смогли прорвать оборону болгарской армии и понесли тяжёлые потери.
В результате первых дней наступления фронт болгарской армии был прорван на участке в 25 км и глубиной до 15 км. Это дало возможность союзному командованию организовать преследование отходящих болгарских войск авиацией и кавалерией.

### Продолжение наступления
Наступление союзных войск продолжалось. 19 сентября сербо-французские войска форсировали реку Черну, после чего сербским частям удалось отбросить 11-ю армию к Прилепу. 21 сентября сербо-франко-греческие войска достигли реки Вардар у города Криволак. Таким образом, 11-я армия оказалась отрезана от других болгарских частей. Болгарские войска отступали по всему фронту, оставляя большое число пленных, обозов и различных запасов. К 22 сентября фронт наступления достигает 150 км. 23 сентября союзное командование ввело в бой кавалерийскую группу, которая получила задачу овладеть Ускюбом и организовать рейд по тылам 11-й германской армии. К 24 сентября союзные войска прошли зону среднего течения Вардара и Черны, продолжая энергичное наступление с целью окончательного окружения 11-й армии.
26 сентября части сербской армии взяли Велес, английские войска, перейдя государственную границу, вторглись на территорию Болгарии и захватили Струмицу. В это же время итальянская дивизия вошла в Крушево.
У Велеса в течение 26 сентября шли ожесточённые бои между франко-сербскими и болгарскими войсками. Это могло дать время 11-й германской армии легко выйти из под удара и в полном порядке и отступить. Однако, надеясь удержать занимаемые позиции и полагая, что остальные болгарские войска уже прекратили отступление, командование 11-й армии приняло решение удерживать позиции. Таким образом командование 11-й армии дало возможность союзным войскам завершить окружение.
В этих условиях для завершения окружения кавалерийская группа французской армии получает приказ двигаться через горные тропы и овладеть Ускюбом. Гарнизон Ускюба готовился к обороне, чтобы не дать возможности союзным кавалеристам захватить город. Вскоре завязались ожесточённые бои за Ускюб. Болгары, имевшие бронепоезд, ожесточённо сопротивлялись, однако под ударами французских кавалеристов были вынуждены в итоге отступить. С помощью бронепоезда болгары эвакуировали значительные запасы, взорвали склады и мосты. В итоге к полудню 29 сентября французам удалось захватить Ускюб.
На других участках фронта союзные войска также продолжали наступление. К 29 сентября части 2-й сербской армии, захватив Иштип, продвигались вперёд. Сербы могли продолжать наступление в район Струмы, а также могли теснить отступающую 2-ю болгарскую армию. Части французских и итальянских войск были остановлены болгарами на реке Велике. Также фактически приостановила своё движение 3-я греческая пехотная дивизия.

### Поражение 11-й армии
29 сентября части 11-й армии начали отход на север. Германо-болгарские войска оказались в тяжёлом положении. Командиры дивизий, не имея связи с командующим армией, действовали разрозненно. В условиях плохого состояния дорог отступающие понесли потери в вооружении и людях. В этих условиях германское командование приняло решение пробиваться на восток через Ускюб с целью выхода из-под удара союзных войск. Таким образом, в районе Ускюба, который контролировала французская кавалерийская группа, ожидалось ожесточённое сражение. Однако 30 сентября парламентёры сообщили частям 11-й армии о подписанном Болгарией Салоникском перемирии и завершении боевых действий. Но германское командование заявило, что не признаёт это перемирие, а болгары первоначально не поверили. Однако 1 октября болгарские войска прекратили наступление на Ускюб.

## Итоги
В первые дни операции болгарское командование не было особо обеспокоено прорывом фронта. Однако после того, как 11-я армия оказалась в тяжёлом положении, и болгарские войска стали отступать по всему фронту, ситуация стала ухудшаться. В ходе наступления болгарская армия оказалась в катастрофическом положении. Солдаты отказывались сражаться. 30 000 военнослужащих подняли восстание и вместо боевых действий против наступавших войск Антанты повернули на Софию. Перед лицом военного поражения и начинающегося развала армии болгарское руководство приняло решение о подписании скорейшего перемирия со странами Антанты. Царь Болгарии Фердинанд I бежал из страны.
По условиям перемирия болгарские вооружённые силы были обязаны оставить все занятые территории Сербии и Греции и провести демобилизацию армии, сократив её до трёх пехотных дивизий. Всё вооружение и боеприпасы должны были складироваться под контролем Антанты. Войска Антанты получали право свободного передвижения по территории Болгарии.
В ходе наступления союзные войска захватили в плен около 92 000 солдат, 1500 офицеров и 5 генералов, 500 орудий, 10 000 лошадей и большое количество различных военных запасов. В результате наступления у Добро Поле Болгарии было нанесено поражение, заставившее ее выйти из войны.